# Саут Конелсвил (Пенсилванија)
Саут Конелсвил (енгл. South Connellsville) град је у америчкој савезној држави Пенсилванија.

## Демографија
По попису из 2010. године број становника је 1.970, што је 311 (-13,6%) становника мање него 2000. године.
| Група             | 2000.         | 2010.         |
| Белци             | 2.230 (97,8%) | 1.906 (96,8%) |
| Афроамериканци    | 31 (1,4%)     | 24 (1,2%)     |
| Азијати           | 0 (0,0%)      | 3 (0,2%)      |
| Хиспаноамериканци | 7 (0,3%)      | 16 (0,8%)     |
| Укупно            | 2.281         | 1.970         |